# كفر إبراهيم بشارة
قرية كفر إبراهيم بشارة هي إحدى القرى التابعة لمركز فاقوس في محافظة الشرقية في جمهورية مصر العربية. حسب إحصاءات سنة 2006، بلغ إجمالي السكان في كفر إبراهيم بشارة 853 نسمة، منهم 410 رجل و443 امرأة.